# Omar Hani
Omar Hani Ismail Al Zebdieh (ar. عمر هاني اسماعيل الزبدية, ur. 27 czerwca 1999 w Az-Zarka) – jordański piłkarz grający na pozycji napastnika w klubie Qəbələ FK.

## Kariera klubowa

### Al-Faisaly Amman
Hani grał w Al-Faisaly Amman w latach 2018–2019.

### APOEL FC
Hani przeszedł do APOEL-u FC 15 lipca 2019. Zadebiutował on dla tego klubu 28 października 2019 w meczu z Neą Salamina Famagusta (wyg. 0:3). Łącznie dla APOEL-u FC Jordańczyk wystąpił 2 razy, nie zdobywając żadnej bramki.

### Olympiakos Nikozja
Hani został wypożyczony do Olympiakosu Nikozja 2 września 2020. Debiut dla tego zespołu zaliczył on 13 września 2020 w przegranym 1:2 spotkaniu przeciwko Doksie Katokopia. Pierwszego gola piłkarz ten strzelił 14 kwietnia 2021 w półfinałowym meczu Pucharu Cypru z AEL Limassol (wyg. 4:2), notując dublet. Ostatecznie w barwach Olympiakosu Nikozja Jordańczyk wystąpił 23 razy, zdobywając dwie bramki.

### Qəbələ FK
Hani przeniósł się do Qəbələ FK 31 sierpnia 2021. Zadebiutował on dla tego klubu 11 września 2021 w meczu z Sabahem Baku (wyg. 0:2). Pierwszą bramkę zawodnik ten zdobył 3 kwietnia 2022 w zremisowanym 1:1 spotkaniu przeciwko Keşlə Baku.

## Kariera reprezentacyjna
| Mecze i gole w reprezentacji | Mecze i gole w reprezentacji | Mecze i gole w reprezentacji | Mecze i gole w reprezentacji      | Mecze i gole w reprezentacji | Mecze i gole w reprezentacji | Mecze i gole w reprezentacji | Mecze i gole w reprezentacji            |
| Jordania U-19                | Jordania U-19                | Jordania U-19                | Jordania U-19                     | Jordania U-19                | Jordania U-19                | Jordania U-19                | Jordania U-19                           |
| Lp.                          | Data                         | Miejsce                      | Gospodarz                         | Gość                         | Wynik                        | Gol                          | Rozgrywki                               |
| ---------------------------- | ---------------------------- | ---------------------------- | --------------------------------- | ---------------------------- | ---------------------------- | ---------------------------- | --------------------------------------- |
| 1.                           | 04.11.2017                   | Az-Zarka                     | Jordania U-19                     | Palestyna U-19               | 2:0                          |                              | Mistrzostwa Azji U-19 2018 – eliminacje |
| 2.                           | 06.11.2017                   | Az-Zarka                     | Jordania U-19                     | Iran U-19                    | 0:0                          |                              | Mistrzostwa Azji U-19 2018 – eliminacje |
| 3.                           | 08.11.2017                   | Az-Zarka                     | Jordania U-19                     | Syria U-19                   | 2:1                          | Gol                          | Mistrzostwa Azji U-19 2018 – eliminacje |
| 4.                           | 19.10.2018                   | Bekasi                       | Wietnam U-19                      | Jordania U-19                | 1:2                          |                              | Mistrzostwa Azji U-19 2018              |
| 5.                           | 22.10.2018                   | Bekasi                       | Korea Południowa U-19             | Jordania U-19                | 3:1                          | Gol                          | Mistrzostwa Azji U-19 2018              |
| 6.                           | 25.10.2018                   | Cibinong                     | Australia U-19                    | Jordania U-19                | 1:1                          | Gol                          | Mistrzostwa Azji U-19 2018              |
| Jordania U-23                |                              |                              |                                   |                              |                              |                              |                                         |
| Lp.                          | Data                         | Miejsce                      | Gospodarz                         | Gość                         | Wynik                        | Gol                          | Rozgrywki                               |
| 1.                           | 22.03.2019                   | Kuwejt                       | Kuwejt U-23                       | Jordania U-23                | 0:0                          |                              | Mistrzostwa Azji U-23 2020 – eliminacje |
| 2.                           | 24.03.2019                   | Kuwejt                       | Kirgistan U-23                    | Jordania U-23                | 0:3                          | Gol                          | Mistrzostwa Azji U-23 2020 – eliminacje |
| 3.                           | 26.03.2019                   | Kuwejt                       | Syria U-23                        | Jordania U-23                | 1:1                          |                              | Mistrzostwa Azji U-23 2020 – eliminacje |
| 4.                           | 10.01.2020                   | Buri Ram                     | Korea Północna U-23               | Jordania U-23                | 1:2                          | Gol                          | Mistrzostwa Azji U-23 2020              |
| 5.                           | 13.01.2020                   | Buri Ram                     | Wietnam U-23                      | Jordania U-23                | 0:0                          |                              | Mistrzostwa Azji U-23 2020              |
| 6.                           | 16.01.2020                   | Buri Ram                     | Zjednoczone Emiraty Arabskie U-23 | Jordania U-23                | 1:1                          |                              | Mistrzostwa Azji U-23 2020              |
| 7.                           | 19.01.2020                   | Bangkok                      | Korea Południowa U-23             | Jordania U-23                | 2:1                          |                              | Mistrzostwa Azji U-23 2020              |
| 8.                           | 06.10.2021                   | Al-Chubar                    | Kuwejt U-23                       | Jordania U-23                | 1:2                          |                              | Puchar Azji Zachodniej U-23 2021        |
| 9.                           | 08.10.2021                   | Al-Chubar                    | Jemen U-23                        | Jordania U-23                | 1:2                          |                              | Puchar Azji Zachodniej U-23 2021        |
| 10.                          | 12.10.2021                   | Ad-Dammam                    | Arabia Saudyjska U-23             | Jordania U-23                | 1:3                          |                              | Puchar Azji Zachodniej U-23 2021        |
| Jordania                     |                              |                              |                                   |                              |                              |                              |                                         |
| Lp.                          | Data                         | Miejsce                      | Gospodarz                         | Gość                         | Wynik                        | Gol                          | Rozgrywki                               |
| 1.                           | 11.06.2019                   | Amman                        | Jordania                          | Indonezja                    | 4:1                          |                              | Mecz towarzyski                         |
| 2.                           | 28.01.2022                   | Abu Zabi                     | Nowa Zelandia                     | Jordania                     | 1:3                          |                              | Mecz towarzyski                         |

## Sukcesy
Sukcesy w karierze klubowej:
- Superpuchar Cypru – 1×, z APOEL-em FC, sezon 2019/2020
- Puchar Cypru – 1×, z Olympiakosem Nikozja, sezon 2020/2021

Sukcesy w karierze reprezentacyjnej:
- Puchar Azji Zachodniej U-23 – 1×, sezon 2021